# Isolepis humillima
Isolepis humillima är en halvgräsart som först beskrevs av George Bentham, och fick sitt nu gällande namn av Karen Louise Wilson. Isolepis humillima ingår i släktet borstsävssläktet, och familjen halvgräs. Inga underarter finns listade i Catalogue of Life.